# 短額鋸褐蝦
短額鋸褐蝦（学名：Prionocrangon brevirostris）为褐蝦科鋸褐蝦屬下的一个种。